# ラザル・ロマニッチ
ラザル・ロマニッチ（セルビア語: Лазар Романић, ラテン文字転写: Lazar Romanić、1998年3月25日 - ）は、セルビア・クラグイェヴァツ出身のプロサッカー選手。J1リーグ・川崎フロンターレ所属。ポジションはフォワード（FW）。

## 経歴
クロアチアによる嵐作戦でクライナ・セルビア人共和国のクニンから亡命したセルビア人の両親のもと、ユーゴスラビア連邦共和国（現セルビア）のクラグイェヴァツで生まれた。FKオブレノヴァツ1905とFKオムラディナツ・ノヴィ・バノヴツィを経てレッドスター・ベオグラードの下部組織に入団、2016年10月27日に3年契約を締結した。2017年の冬にはトップチームに昇格し、2016-17シーズン後半にはOFKベオグラードに、2017-18シーズンにはFKボラツ1926にそれぞれ期限付き移籍で在籍した。
2018年8月30日、PASラミア1964にフリー移籍で加入した。
2023年6月22日、FKジェレズニチャル・パンチェヴォにフリー移籍で加入した。
2025年1月11日、FKヴォイヴォディナ・ノヴィ・サドに移籍金50万ユーロで加入した。
2025年8月2日、川崎フロンターレに移籍金150万ユーロで加入した。